# Mucroberotha angolana
Mucroberotha angolana is een insect uit de familie van de Berothidae, die tot de orde netvleugeligen (Neuroptera) behoort. 
Mucroberotha angolana is voor het eerst wetenschappelijk beschreven door U. Aspöck & Mansell in 1994.